# Gran-mælkehat
Gran-mælkehat (Lactarius deterrimus) er en svamp, der er almindelig i Danmark i græs under unge graner - oftest langs stier og skovveje. Hatten bliver op til 10 centimeter i diameter og stokken 2 til 7 cm lang. Hele svampen er orange, med alderen med nogen grønfarvning - ofte i form af ringe eller pletter, særligt på hatten. Gamle svampe kan være gråbrune til grønne. Som andre mælkehatte indeholder kødet såkaldt mælkesaft, der i dette tilfælde også er orange.

## Spiselighed
Gran-mælkehat er spiselig, men ofte angrebet af larver. Ved indtagelse farves urinen rød dagen efter. Stokken er hul, det er ikke tegn på en dårlig svamp. Svampe der har beholdt mest af den orange farve foretrækkes som spisesvampe. Kan forveksles med Velsmagende mælkehat der også er spiselig, også er orange med orange mælkesaft men vokser under Fyr.

## Udbredelse
Forekommer i hele Europa samt hist og her i det vestlige Asien. I sydlige, varmere områder findes den kun i bjergskove. Den er almindelig i Nord- og Østeuropa.